# Брахбах
Брахбах (нем. Brachbach) — община в Германии, в земле Рейнланд-Пфальц.
Входит в состав района Альтенкирхен-Вестервальд. Подчиняется управлению Кирхен (Зиг). Население составляет 2393 человека (на 31 декабря 2010 года). Занимает площадь 6,36 км².